# The Story of Light
The Story of Light "Real Illusions: ...of a..." es un álbum de estudio del guitarrista estadounidense Steve Vai, lanzado el 14 de agosto de 2012 por el sello Favored Nations Entertainment. Es el primer álbum de estudio de Vai luego de Real Illusions: Reflections de 2005.

## Lista de canciones
1. "The Story of Light" - 6:15
2. "Velorum" - 6:09
3. "John the Revelator" - 3:40
4. "Book of the Seven Seals" - 3:56
5. "Creamsicle Sunset" - 3:30
6. "Gravity Storm" - 5:33
7. "Mullach a tSi" - 3:56
8. "The Moon and I" - 7:18
9. "Weeping China Doll" - 6:11
10. "Racing the World" - 3:45
11. "No More Amsterdam" - 4:16
12. "Sunshine Electric Raindrops" - 4:15